# Agnes van Brandenburg
Agnes van Brandenburg (1257 - 29 september 1304) was koningin van Denemarken van 1273 tot 1286.
Agnes was een dochter van markgraaf Johan I van Brandenburg en diens tweede echtgenote Jutta van Saksen. In 1273 trouwde zij met koning Erik V van Denemarken en na diens dood in 1293 met graaf Gebhard II van Holstein-Plön.
Met Erik V was zij de moeder van:
1. Erik (VI) Menved (1274-1319)
2. Christoffel II (1276-1332)
3. Märta Eriksdotter van Denemarken († 1341), gehuwd met koning Birger I van Zweden († 1321)
4. Rikissa Eriksdotter van Denemarken († 1308), gehuwd met Nicolaas II van Mecklenburg-Werle († 1316)
5. Katarina Eriksdotter (1283-1283)
6. Elisabet Eriksdotter (1283-1283)
7. Waldemar Eriksson († 1304)

- Gemeinsame Normdatei: 136911587
- International Standard Name Identifier: 0000 0001 1696 8524
- Library of Congress Control Number: n2010009694
- LIBRIS: 339738
- Système universitaire de documentation: 158032748
- Virtual International Authority File: 263467351